# Kobresia cercostachys
Kobresia cercostachys är en halvgräsart som först beskrevs av Adrien René Franchet, och fick sitt nu gällande namn av Charles Baron Clarke. Kobresia cercostachys ingår i släktet sävstarrar, och familjen halvgräs. Inga underarter finns listade i Catalogue of Life.